# Parafia Narodzenia Najświętszej Maryi Panny i św. Apostołów Piotra i Pawła w Leśnej Podlaskiej

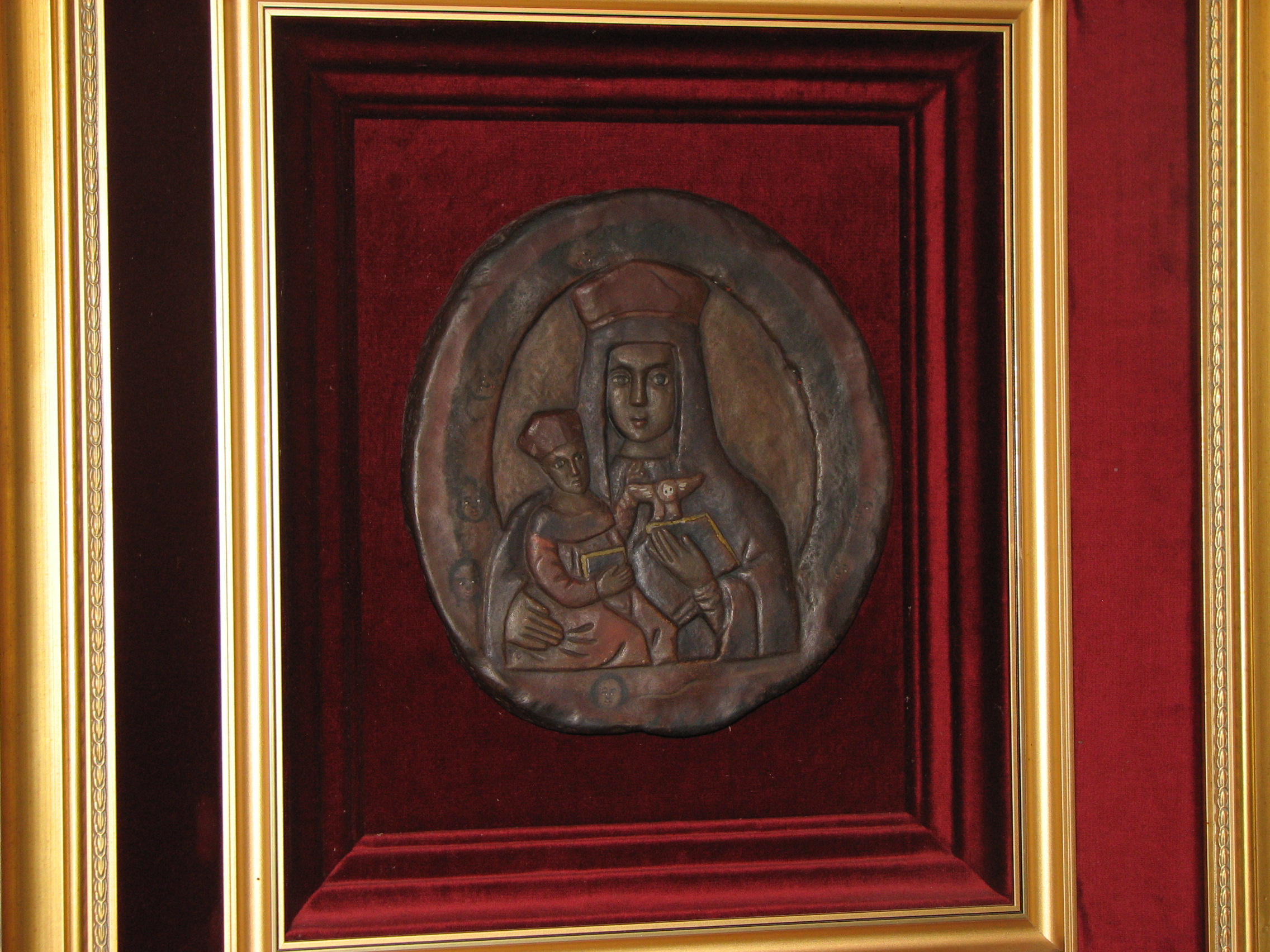
Wizerunek Matki Bożej Leśniańskiej

Parafia Narodzenia NMP i św. Apostołów Piotra i Pawła w Leśnej Podlaskiej – parafia rzymskokatolicka w Leśnej Podlaskiej. W parafii znajdują się Sanktuarium Matki Bożej Leśniańskiej Opiekunki Podlasia (bazylika św. Piotra i św. Pawła) oraz klasztor paulinów.
Bazylika została wybudowana w latach 1730–1752 z inicjatywy sprowadzonych z Częstochowy ojców paulinów. Świątynię konsekrował w roku 1758 biskup łucki Erazm Wołłowicz. Jest to barokowa bazylika, w której głównym ołtarzu znajduje się kamienna płaskorzeźba Matki Boskiej z Dzieciątkiem. Miejsce to stanowi najważniejszy obok Kodnia ośrodek kultu maryjnego na Podlasiu.
Do parafii należą wierni wyznania rzymskokatolickiego będący mieszkańcami miejscowości Leśna Podlaska, Nowa Bordziłówka, Stara Bordziłówka, Bukowice, Bukowice-Kolonia, Droblin, Jagodnica, Klukowszczyzna, Ludwinów, Mariampol, Nosów, Nosów-Kolonia i Zaberbecze.